# Четинарска медењача
Четинарска пузица или четинарска медењача (Armillariella obscura) гљива је која јестива и распрострањена је широм земље. Обично се налази на четинарима, највише на смрчи, готово једнако масовна као и листопадна пузица, по пањевима и на живом дрвећу, гадан паразит. 

## Клобук
Клобук је величине од 3-7 па до и 11cm, сасвим млад, лоптаст, или чак јајолик, касније све спљоштенији, у старости готово раван, но увијек с подврнутим и заобљеним крајем. Риђесмеђ, загаситоокерсмеђ, односно боје кадуљина меда. По тјемену тамнији, готово чађавоцрн; по старости поприма шире или уже рђасте мрље. Млађи с гушћим, старији са све прорјеђенијим чекињасто ушиљеним истобојним остацима вела као чичак искићен. И по рубу вео оставља вунасто-паучинасте, махом бијеле појасе. Кожица љепљива и сјејна, лако се скида, с ураслим црнкастим врло ситним нитима. 

## Листићи
Листићи су бијеле боје, густи, лако силазни, танки, широки, цијеле оштрице. Код промрзлих оштрица може и поцрвењети.

## Отрусина
Отрусина је бијеле боје.

## Стручак
Стручак је величине 3-7/0,7-1,6cm, у задебљаном дну до 2cm. Исте боје као клобук, само свјетлијег тона, према дну тамније смеђ(никад жут). С тврђом кором и памучастом језгром, која се код старијих прошупљује. Прстен слаб и кратак, но зато је цијела површина, све до дна, покривена бијелом вунастом, пахуљастом или влакнастом пресвлаком, зонално, у цик-цаку или у појасима. Из њега излазе дуги, корјенасти, често као уже дебели ризоморфи дубоко у дрвени супстрат.

## Месо
Месо је танко, у клобуку меко, прљавобијело, без мириса, трпка укуса.

## Микроскопија
Споре овоидно-елиптичне, гранулозног садржаја, hyailine, neamyloidne, 8-10/5,5-6-7mi. Базидији цилиндрични, слабо у врху задебљани, 30-38/5,5-6,5mi. Смеђи пигмент лоциран у мембранама.

## Станиште и распрострањеност
Широм земље на четинарима, највише на смрчи, готово једнако масовна као и листопадна пузица, по пањевима и на живом дрвећу, гадан паразит. Расте у мноштву, но не и у грмовима са заједничким коријеном. Успијева и дуж обале на алепским боровима и пинијама.

## Доба
(Крај VII)X-XI(XII на мору)

## Јестивост
Прворазредна јестива гљива, много укуснија од листопадне пузице. Пирјана, пржена, у супи;особито прикладна за кисељење. Стручци претврди, нису за јело. Теже сварљиива па је не треба јести у већим количинама. Сирова је отровна за неке животињске врсте и кувана. Ријетки појединци су алергични на њу.

## Сличне врсте
Врло добра јестива грмошчица или грмача. Clitocybe tabescens, разликује се у првом реду по одсутности прстена, те по свјетлијим клобуцима. Листопадна пузица, Armillairella mellea, koja напада и воћке, има жути вео, који се, као такав, види барем у доњем дијелу стручка. Већа је, свјетлијег клобука, дужег стручка, јачег прстена, крембијеле отрусине, те у просјеку мањих спора:до 9-6mi. Пузице се јављају доста касно у години, у доба кад мраз лако изненади, те могу бити покварене а да се то теже запази јер им лед не да да се опусте. Зато не уживати пузице које су по листићима попримиле смеђе мрље. Отровне сумпораче, Nematoloma fasciculare 1 sublateritium, које за разлику од четинарске пузице, расту у грмовима, а долазе такође касно, и по пањевима, немају бијеле листиће и отрусину, него зелено-љубичастосмеђе. Осим тога, клобук им је жући, односно руменији.